# Kandy Esala Perahera

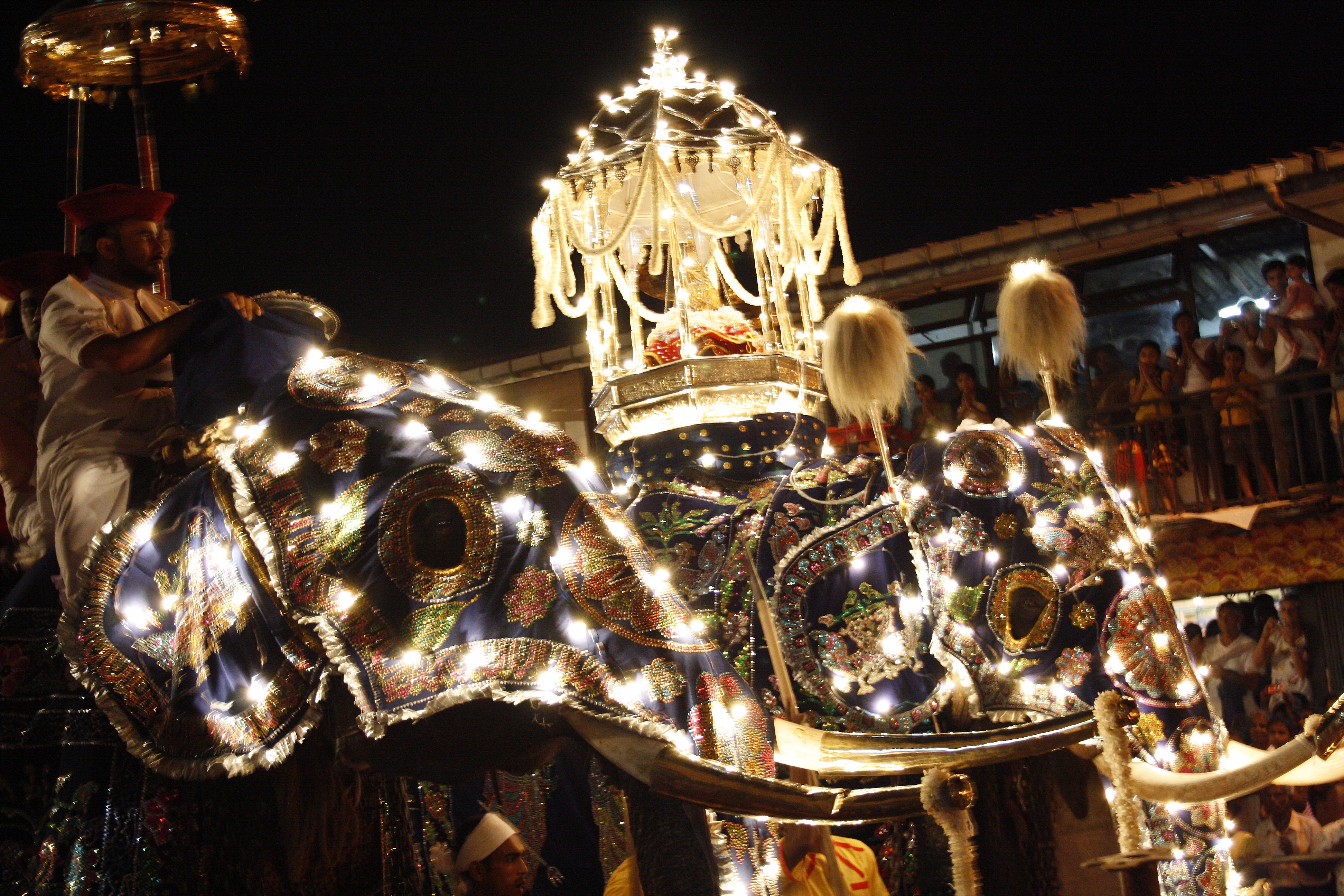
Elefante ceremonial portando el Cofre Sagrado

El Kandy Esala Perahera (la procesión del Sri Dalada Perahara de Kandy), también conocido como el Festival del Diente, es un festival que se celebra en julio y agosto en Kandy, Sri Lanka. Esta histórica procesión se celebra anualmente para rendir homenaje a la Sagrada Reliquia del Diente de Buda, que se encuentra en el Sri Dalada Maligawa de Kandy. Símbolo único de Sri Lanka, la procesión consiste en danzas locales tradicionales, como las danzas del fuego y las representaciones con trajes de baile de látigo. El festival termina con el tradicional ritual Diya-kepeema, una ceremonia de "corte de agua" que se celebra en el río Mahaweli, en Getambe, Kandy.

## Historia

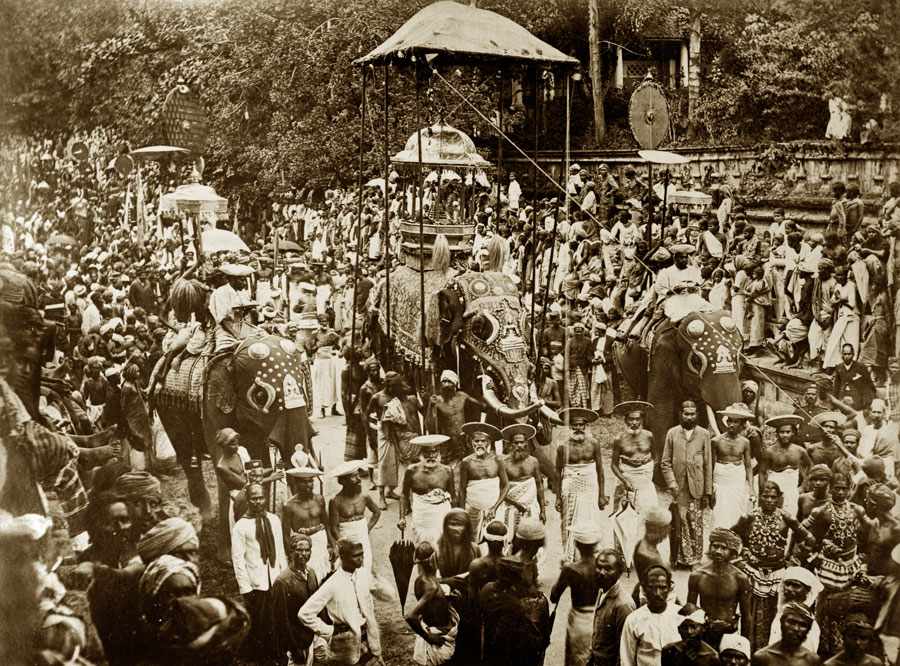
Festival Esala Perehera, alrededor de 1885

Se cree que el Esala es una fusión de dos "Peraheras" (procesiones) separadas pero interconectadas: el Esala y el Dalada. El Esala Perahera, que se cree que se remonta al siglo III a. C., era un ritual que se celebraba para pedir a los dioses que lloviera. Se cree que la Dalada Perahera comenzó cuando la reliquia del diente sagrado de Buda fue traída a Sri Lanka desde la India durante el siglo IV de nuestra era, ochocientos años después del fallecimiento de Buda.
Según la tradición, la reliquia del diente fue llevada en procesión a Sri Lanka por la princesa Hemamala y el príncipe Dantha.
Fue también gracias a los esfuerzos de Upali Thera que surgió el Kandy Esala Perahera. En un principio, esta procesión se centraba en honrar a las deidades hindúes, en particular las incorporadas al budismo de Sri Lanka. Upali Thera creía que esto era inapropiado en una nación budista, y su influencia hizo que el rey declarara que "en adelante, los dioses y los hombres deben seguir a Buda".

### El Perahera moderno
Después de que el reino de Kandyan cayera en manos de los británicos en 1815, la custodia de la reliquia pasó a manos del Maha Sanga (el clero budista). En ausencia del rey, se nombró a un custodio laico principal llamado "Diyawadana Nilame" para que se encargara de los asuntos administrativos rutinarios relacionados con la reliquia y su cuidado.

## La procesión
El Kandy Esala Perahera comienza con el Kap Situveema o Kappa, en el que se corta un árbol joven de Jackfruit (Artocarpus integrifolia) santificado y se planta en el recinto de cada uno de los cuatro Devales dedicados a los cuatro dioses guardianes Natha, Vishnu, Katharagama y la diosa Pattini. Tradicionalmente, su finalidad era la de derramar bendiciones sobre el rey y el pueblo.

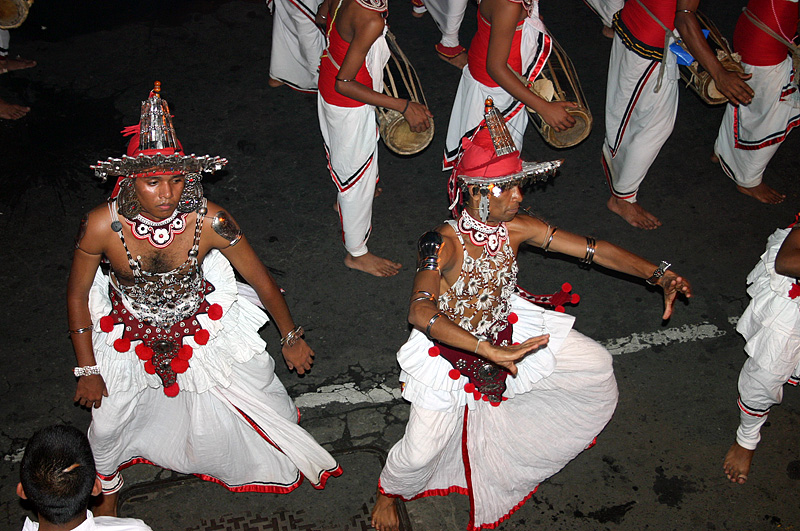
Bailarines en el Esala Perahera

### El Kumbal Perahera[4]
Durante las cinco noches siguientes, los "Devale Peraheras" tienen lugar en el recinto de los cuatro Devales, con el sacerdote de cada Devale tomando el asta cada noche, acompañado de música y tambores, portadores de banderas y doseles, lanceros y el Ran Ayudha (armamento de oro), la insignia sagrada de los dioses.
La sexta noche comienza el Kumbal Perahera, que se prolonga durante cinco días. Al principio, los Devale Peraheras se reúnen frente al Templo del Diente, que es el santuario budista más importante de Sri Lanka y donde se guarda la Reliquia Sagrada del Diente de Buda desde el siglo XVI, con sus insignias colocadas en el ransivige (una estructura en forma de cúpula) acompañados por los Basnayake Nilames (los custodios laicos de los Devales).
El cofre de la reliquia, que es una réplica de la Reliquia del Diente, se coloca dentro del ransivige fijado al elefante Maligawa, el Maligawa Perahera se une a los Devale Peraheras que esperan y encabeza la procesión. Los acróbatas del látigo y las bolas de fuego despejan el camino, seguidos por los abanderados budistas. A continuación, montado en el primer elefante, se encuentra el funcionario llamado Peramuna Rala (funcionario del frente). Le siguen los tamborileros y bailarines de Kandyan, que cautivan a la multitud y son seguidos por elefantes y otros grupos de músicos, bailarines y abanderados. Un grupo de cantantes vestidos de blanco anuncia la llegada del Maligawa Tusker, que lleva la reliquia del diente sagrado. El Diyawadana Nilame (al que tradicionalmente se le exige que haga todo lo posible para que llueva en la estación correcta) camina con el esplendor tradicional de los kandianos tras el tusker.
La segunda procesión sale del Natha Devale, que está frente al Sri Dalada Maligawa y se dice que es el edificio más antiguo de Kandy, que data del siglo XIV.
El tercero es del Vishnu Devale (Vishnu es un dios hindú), también conocido como el Maha Devale. Está situado frente a la puerta principal del Natha Devale.

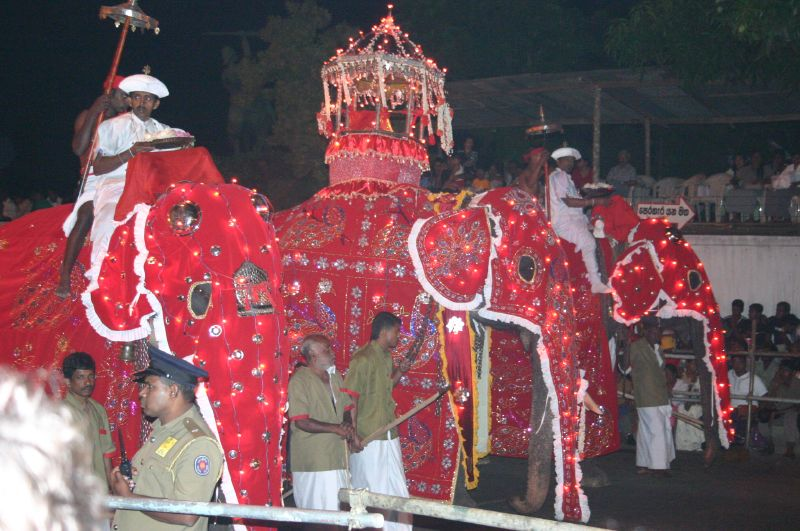
La procesión de Katharagama Devale

La cuarta procesión parte del Katharagama Devale (dedicado al Dios Kataragama deviyo, identificado con el dios guerrero Skanda) que se encuentra en Kottugodalle Vidiya (una calle de Kandy). Esta procesión incluye el Kavadi, la danza del pavo real, en la que los peregrinos-danzantes llevan al hombro artilugios semicirculares de madera tachonados de plumas de pavo real.
La quinta y última procesión es la del Devale de Pattini (Pattini es una diosa asociada a la curación de enfermedades infecciosas y a la que se recurre en tiempos de sequía y hambruna), que está situado al oeste del Devale de Natha. Esta es la única procesión en la que bailan mujeres.
Las siguientes horas importantes se anuncian con el disparo de balas de cañón, que se puede escuchar en todo Kandy:
1. El comienzo de los Devale Peraheras
2. La colocación del ataúd en el lomo del elefante
3. El comienzo del Dalada Perahera
4. La finalización del Perahera

### El Randoli Perahera
El Randoli Perahera comienza tras las cinco noches del Kumbal Perahera. Randoli hace referencia a los palanquines en los que tradicionalmente viajaban las Reinas de los Reyes gobernantes. 2018 Kandy Esala Maha Perahera (Randoli Perahera) se celebró el 25 de agosto de 2018, el día de la poya de luna llena, con la participación de cientos de miles de personas.

### Diya Kepeema y el Día Perahera
Después de otras cinco noches de Randoli Perahera, el desfile termina con el Diya Kepeema, que es la ceremonia de corte de agua en el río Mahaweli, en Getambe, un pueblo a pocos kilómetros de Kandy. Se celebra un Perahera de día para llevar a cabo la ceremonia.

## Organización del Perahera

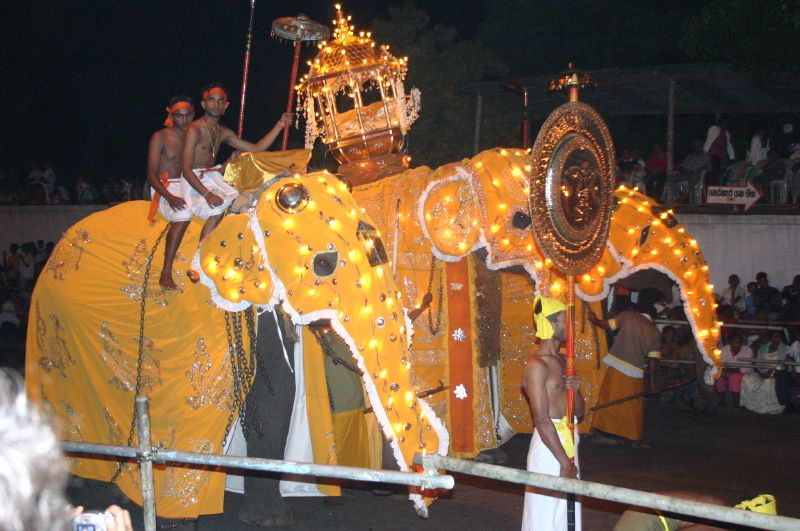
Elefantes en el Esala Perahera

Los rituales relacionados con la Reliquia del Diente son llevados a cabo por los monjes de los capítulos Malwatte y Asgiriya del clero budista de Sri Lanka. El Diyawadana Nilame tiene el deber de organizar el Perahera y para ello convoca a un gran número de funcionarios del Templo del Diente y les encomienda diversas tareas ceremoniales relacionadas con la realización del Perahera. En primer lugar, obtiene la hora propicia del Nekath Mohottala, el asesor en asuntos astrológicos. La tarea de organizar los distintos tipos de percusionistas se encomienda a los cuatro funcionarios conocidos como Panikka Mura Baarakaruwo.
Los funcionarios de Maligawa también se reúnen con los propietarios de los elefantes que van a participar en el Perahera (la mayoría de los elefantes son de propiedad privada). Los grupos de danza tienen tiempo para prepararse. Los Basnayake Nilames (los guardianes laicos de los Devales) reciben entonces la orden de organizar sus procesiones.

## Perahera Sandeshaya

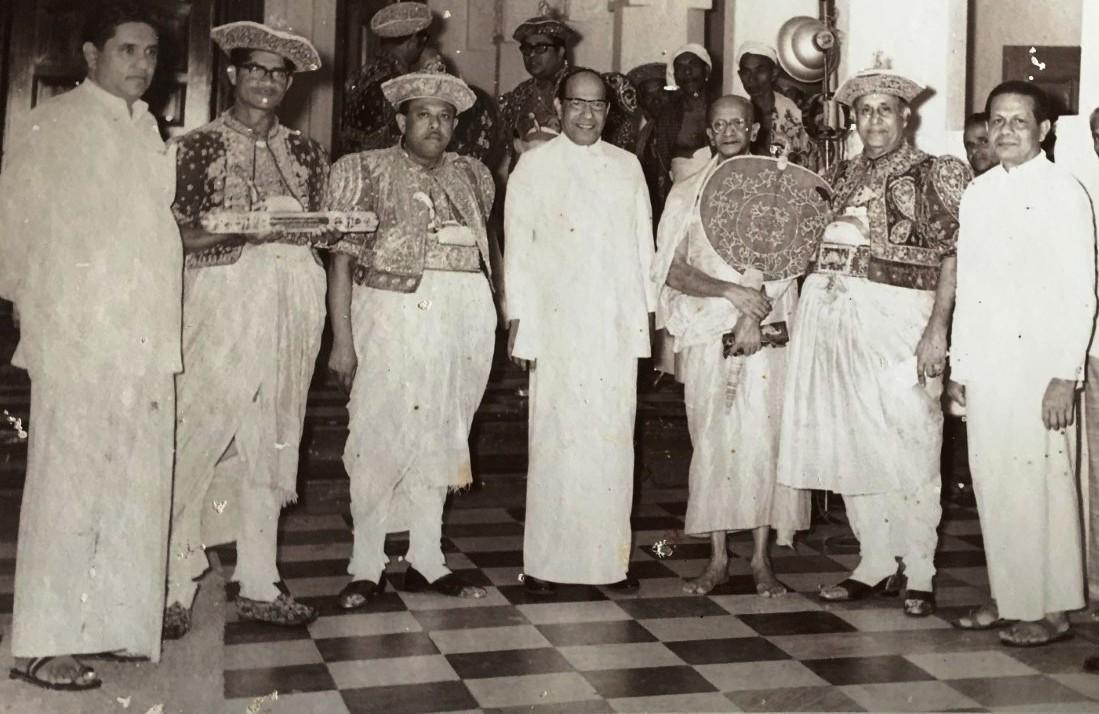
El Presidente William Gopallawa recibiendo la sannasa.

Al finalizar el Perahera, el Diyawadana Nilame dirigía una procesión formada por los Nilames de los Sathara Maha Devalas y los Nilames de los devalas rurales hacia el Pabellón del Presidente, llevando una sannasa (carta formal) conocida como Perahera Sandeshaya al Presidente, en la que se declaraba la finalización con éxito del Esala Perahera anual. El Presidente se reunía y recibía la sannasa a la entrada del Pabellón del Presidente.